# Bryan Ferry
Bryan Ferry (ur. 26 września 1945 w Washington w Anglii) – brytyjski piosenkarz, muzyk i kompozytor. W latach 1970–1983 lider i główny wokalista zespołu Roxy Music, od roku 1973 prowadzi karierę solową.

## Życiorys
Urodził się w Washington w północno-wschodniej Anglii, w rodzinie górnika. Studiował sztuki piękne na Newcastle University w latach 1964–1968 (m.in. pod opieką Richarda Hamiltona). W tym okresie był członkiem zespołów The Banshees, City Blues i The Gas Board. Następnie przeniósł się do Londynu, gdzie w 1968 ukończył Holland Park School w zakresie sztuki. Po uzyskaniu dyplomu zajmował się ceramiką i restauracją zabytków.
Na przełomie lat 60. i 70. wraz z basistą Grahamem Simpsonem założył zespół Roxy Music, do którego wkrótce dołączyli tak znani muzycy, jak Brian Eno, Phil Manzanera i Eddie Jobson. Odszedł z zespołu w 1983 i ponownie wrócił w latach 2001–2011. Równolegle od 1973 rozpoczął karierę solową.
W lipcu 1985 r. wystąpił w londyńskiej części koncertu Live Aid w towarzystwie gitarzysty Pink Floyd, Davida Gilmoura.
7 października 2008 nadano mu wyróżnienie BMI Icon. W czerwcu 2011 został odznaczony Orderem Imperium Brytyjskiego za swój wkład w brytyjski przemysł muzyczny, zaś w 2012 został odznaczony francuskim odznaczeniem Officier de l'ordre des Arts et des Lettres. W 2014 został doktorem honoris causa swej macierzystej uczelni, Uniwersytetu Newcastle.
Poza muzyką interesuje się malarstwem, jest właścicielem kolekcji obrazów twórców angielskich z okresu od końca XIX do połowy XX w.

## Życie prywatne
Ma starszą siostrę Ann. W latach 1982–2003 był żonaty z modelką Lucy Helmore (zm. 2018), miał z nią czterech synów Otisa, Izaaka, Tara i Merlina. W latach 2012–2014 był żonaty z młodszą o 37 lat Amandą Sheppard.

## Dyskografia

### Albumy studyjne
1. These Foolish Things (1973)
2. Another Time, Another Place (1974)
3. Let's Stick Together (1976)
4. In Your Mind (1977)
5. The Bride Stripped Bare (1978)
6. Boys and Girls (1985)
7. Bête Noire (1987)
8. Taxi (13 kwietnia 1993)
9. Mamouna (20 września 1994)
10. As Time Goes By (15 października 1999)
11. Frantic (18 maja 2002)
12. Dylanesque (5 marca 2007)
13. Olympia (26 października 2010)
14. Avonmore (17 listopada 2014)
15. Bitter-Sweet (30 listopada 2018)[12]

### Składanki
- The Ultimate Collection (1988)
- Street Life: 20 Great Hits (1986)
- More Than This: The Best of Bryan Ferry + Roxy Music (1995)
- Toyko Joe: The Best of Bryan Ferry + Roxy Music (1997, wydana w Japonii)
- Slave to Love: Best of the Ballads (2000)

### Single

#### 1970–1979

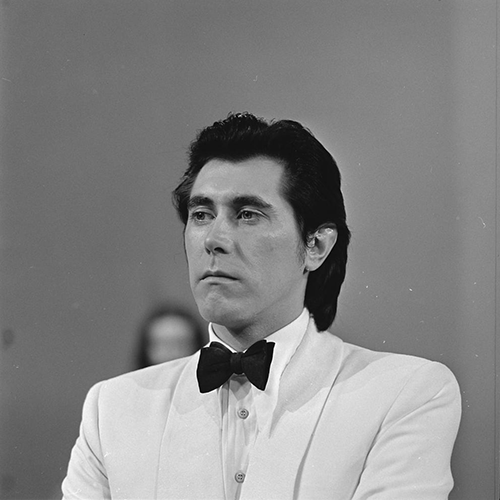
Bryan Ferry, 1973

- „A Hard Rain’s a-Gonna Fall” (wrzesień 1973)
- „The In Crowd” (lipiec 1974)
- „Smoke Gets in Your Eyes” (sierpień 1974)
- „You Go to My Head” (czerwiec 1975)
- „Let’s Stick Together” (czerwiec 1976)
- „Extended Play” (sierpień 1976)
- „Heart on My Sleeve” (październik 1976, tylko w USA)
- „This Is Tomorrow” (styczeń 1977)
- „Tokyo Joe” (kwiecień 1977)
- „What Goes On” (kwiecień 1978)
- „Sign of the Times” (lipiec 1978)
- „Carrickfergus” (listopad 1978)

#### 1980–1989
- „Slave to Love” (maj 1985)
- „Don’t Stop the Dance” (sierpień 1985)
- „Windswept” (listopad 1985)
- „Is Your Love Strong Enough?” (marzec 1986)
- „Help Me” (lipiec 1986, tylko USA)
- „The Right Stuff” (wrzesień 1987)
- „Kiss and Tell” (luty 1988)
- „Limbo” (czerwiec 1988)
- „Let’s Stick Together '88” (październik 1988)
- „The Price of Love '89” (luty 1989)
- „He’ll Have to Go” (kwiecień 1989)

#### 1990–1999
- „I Put a Spell on You” (luty 1993)
- „Will You Love Me Tomorrow” (maj 1993)
- „Girl of My Best Friend” (sierpień 1993)
- „Your Painted Smile” (październik 1994)
- „Mamouna” (październik 1994)
- „Dance with Life (The Brilliant Light)” (1996, tylko w Niemczech)
- „As Time Goes By” (listopad 1999)

#### od 2000
- „It’s All Over Now, Baby Blue” (1 kwietnia 2002)
- „Goddess of Love” (12 września 2002)
- „One Way Love” (30 lipca 2002)
- A Fool for Love/One Way Love (18 listopada 2002)
- The Times They Are a Changin’ (19 lutego 2007)
- Simple Twist of Fate (21 maja 2007)
- You Can Dance (10 sierpnia 2010)
- Don’t Stop the Dance (5 sierpnia 2013)
- „Loop De Li” (5 listopada 2014)

## Filmografia
- Śniadanie na Plutonie – Pan Silky String